# Linha de Aveiro a Mangualde
A Linha de Aveiro a Mangualde, igualmente conhecida como Corredor Internacional Norte, é uma via férrea planeada, que deverá ligar a estação de Mangualde, na Linha da Beira Alta, ao concelho de Aveiro, na Linha do Norte, em Portugal. É considerada uma sucessora do plano falhado para construir um corredor de alta velocidade entre Aveiro e Salamanca, sendo principalmente destinada ao tráfego de mercadorias entre o Porto de Aveiro e o estrangeiro. Porém, os planos para a construção da linha ficaram suspensos após as duas candidaturas aos fundos europeus terem sido negadas, uma vez que se considerou que os benefícios não seriam suficientes para compensar um investimento tão elevado.

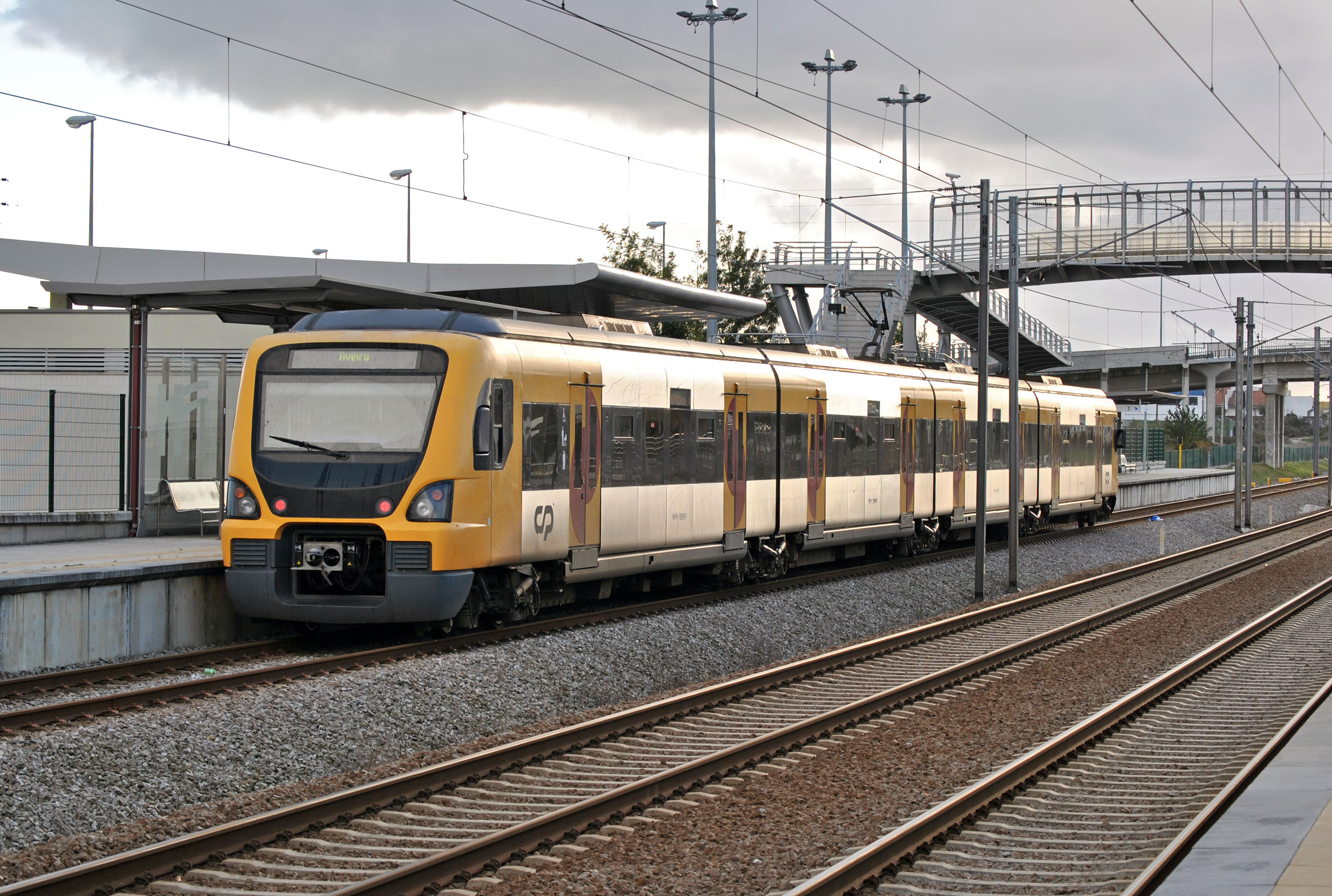
Comboio suburbano na estação de Cacia, em 2010.

## Descrição
A Linha de Aveiro a Mangualde é considerada como uma das duas opções do programa estatal do Corredor Internacional Norte, sendo a outra a Linha da Beira Alta, já construída. O seu percurso, com cerca de 86 Km, uniria a estação de Mangualde, na Linha da Beira Alta, ao concelho de Aveiro, onde teria ligação à Linha do Norte e ao ramal para o Porto de Aveiro. A nova linha teria um estação em Viseu.

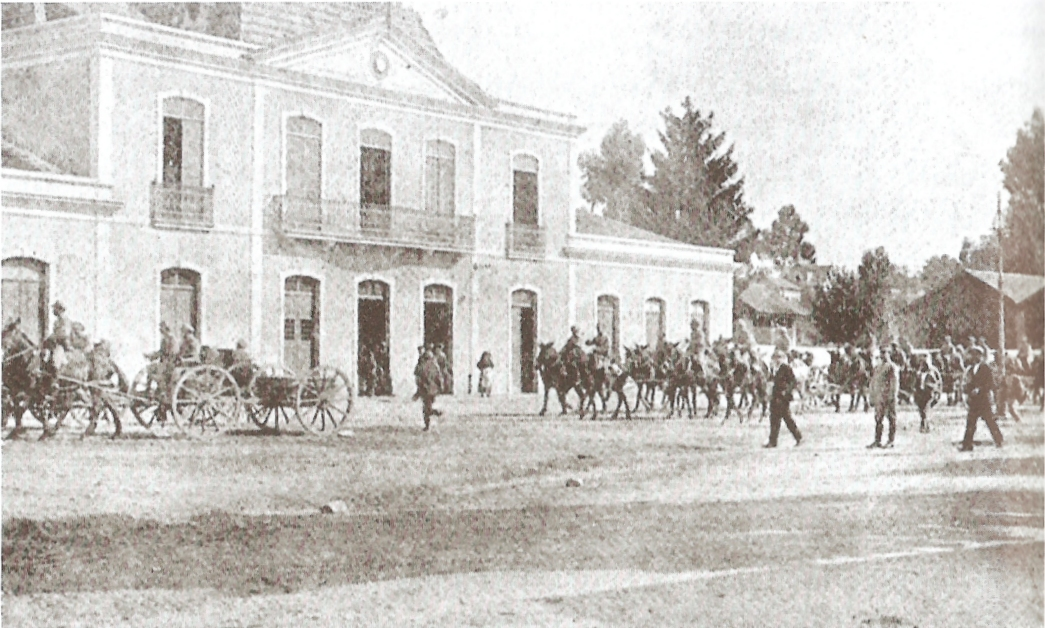
Estação Ferroviária de Viseu, por volta de 1920. O edifício da estação foi demolido após o encerramento, em 1988 e 1990, das duas linhas que a serviam.

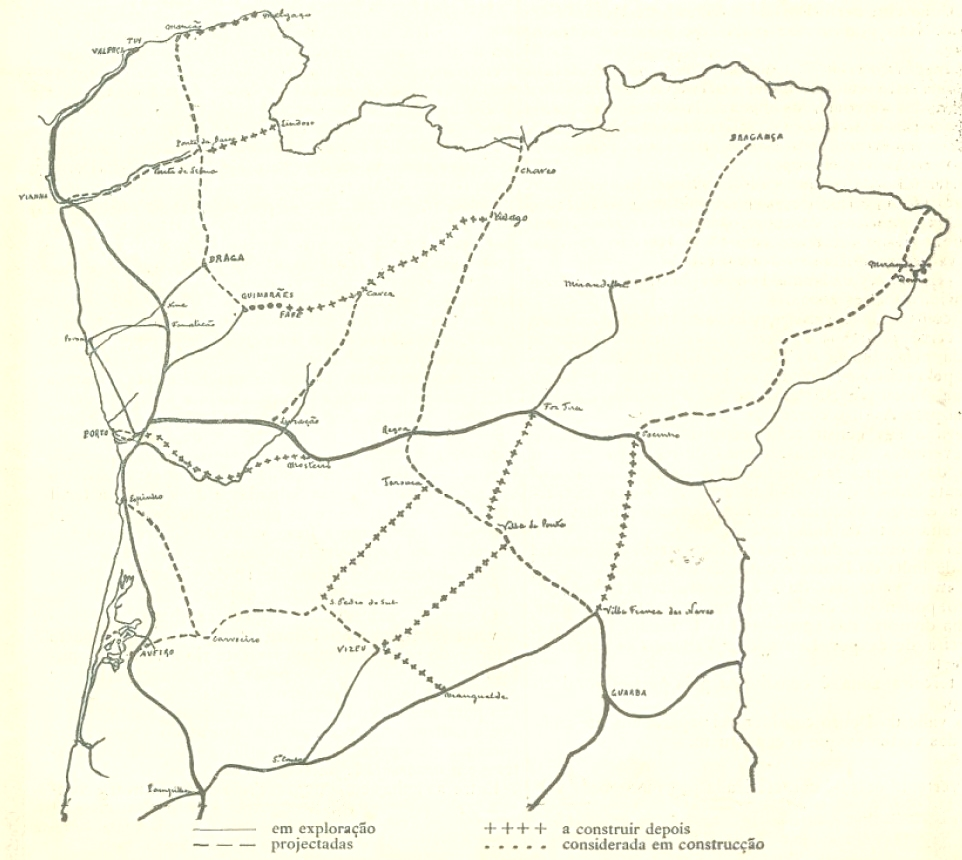
Mapa da Rede Complementar ao Norte do Mondego, decretada em 1900. Junto a Viseu, apenas a linha até S. C. Dão está construída, vendo-se os projectos para a futura L.ª do Vouga, até Espinho e Aveiro, e das linhas, nunca construídas, até Tua e Mangualde.

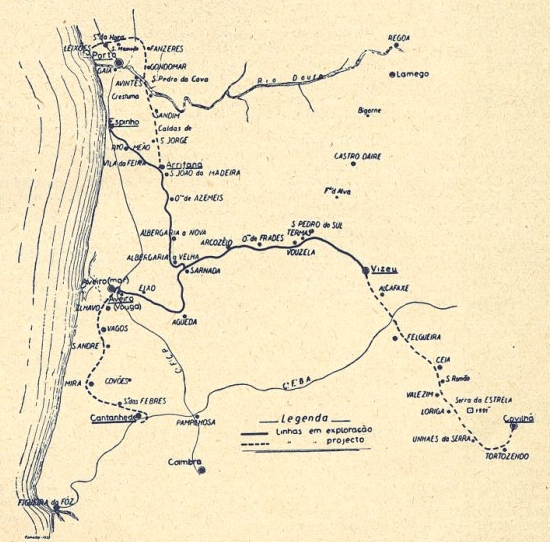
Mapa da Rede do Vouga na Década de 1930, mostrando a linha principal, de Viseu a Espinho, com o ramal para Aveiro, além de várias extensões planeadas na rede. Uma das linhas programadas continuaria a rede do Vouga até à Covilhã, cruzando a Beira Alta na zona de Alcafache. Neste mapa não surge a linha de Viseu a Santa Comba Dão.

## História
Em 2014, a Plataforma A25, formada pelos autarcas de Aveiro, Viseu e Guarda, defendeu a instalação de uma linha que ligasse Aveiro a Mangualde, alegando que iria desenvolver o transporte de mercadorias até à cidade espanhola de Salamanca.
A Linha de Aveiro a Mangualde foi planeada no âmbito do programa estatal Ferrovia 2020, sendo considerada, em 2017, como o investimento mais avultado naquele plano, com um orçamento de 675 milhões de Euros. Porém, a construção foi chumbada pela União Europeia em 2015, devido a uma avaliação negativa da relação entre os custos e benefícios da linha, o que era considerada uma das principais bases para receber os fundos comunitários. Em contraste, a União Europeia aprovou o programa para a modernização da Linha da Beira Alta, tendo garantido um subsídio no valor de 376 milhões de Euros.
A linha pode ser considerada uma sucessora do plano original para construir um corredor de alta velocidade entre Aveiro e Salamanca, que não chegou a avançar. O seu planeamento esteve envolto em polémica, existindo um estudo da empresa Infraestruturas de Portugal que demonstra que a reabertura da ligação ferroviária internacional pela Linha do Douro iria envolver um investimento inferior, além que iria fornecer uma ligação mais curta entre o Porto e Salamanca, e daí até Madrid e a fronteira com a França. Um dos críticos à nova linha foi Miguel Lisboa, administrador da empresa ferroviária Takargo, que considerava que o investimento só seria compensado através de uma grande ampliação do hinterland de Aveiro, e que só a modernização da Linha da Beira Alta seria suficiente para garantir um bom transporte de mercadorias. Com efeito, em 2017 a Linha da Beira Alta tinha um tráfego muito inferior à sua capacidade, sendo utilizada por apenas seis comboios de mercadorias por dia, o que gerou dúvidas sobre a Linha de Aveiro a Mangualde iria ter procura suficiente para um investimento tão avultado. Durante o congresso da Associação para o Desenvolvimento dos Sistemas Integrados de Transporte, em Setembro de 2015, o Ministro das Infraestruturas e Planeamento, Pedro Marques justificou o investimento na linha por considerar que iria potenciar «a utilização do porto de Aveiro como espaço de exportação das nossas mercadorias», embora tenha admitido que a modernização da Linha da Beira Alta era mais prioritária, pelo que a construção da linha de Aveiro a Mangualde poderia ser atrasada para o programa de investimentos para a Década de 2020 a 2030. A construção da nova linha também foi apoiada pelos deputados José Rui Cruz e Lúcia Araújo Silva, eleitos pelo círculo de Viseu, que consideraram que iria facilitar as exportações da zona centro e Norte para o resto da Europa, contribuindo para o desenvolvimento da economia regional. Por outro lado, com a construção da linha, Viseu voltaria a ter acesso ao transporte ferroviário, uma vez que as linhas do Vouga e Dão, que serviam a cidade, foram encerradas em 1990 e 1988, correspondentemente. Devido a esta situação, Viseu era considerada, em 2005, como a maior cidade na Europa sem acesso ao caminho de ferro.
Em Março de 2016, o Secretário de Estado das Infraestruturas, Guilherme d'Oliveira Martins, afirmou que existiam duas opções para o Corredor Internacional Norte: a linha já existente de Pampilhosa a Vilar Formoso, ou uma nova ligação entre Aveiro e Mangualde, dando-se prioridade à primeira solução, embora o governo tenha pedido um «reforço dos fundos comunitários» para que a nova linha entre Aveiro e Mangualde «também venha a ser considerada prioritária». Em Fevereiro de 2017, o governo anunciou que iria fazer uma nova candidatura ao programa europeu Connecting Europe Facility ainda nesse mês. Uma fonte do Ministério do Planeamento e das Infraestruturas considerou que a construção da linha era de grande importância, «de forma a reforçar as ligações neste eixo do país e a potenciar o hinterland dos portos nacionais.». Com esta nova candidatura, o governo modificou os planos para a nova linha, de forma a garantir a aprovação por parte da União Europeia, e conseguir assim os apoios comunitários, no valor de 405 milhões de Euros.
A construção de uma linha entre Aveiro e Mangualde, passando por Viseu, também foi proposta pelo Bloco de Esquerda como parte de um plano ferroviário nacional, que unisse todas as capitais de distrito por caminho de ferro. O novo corredor ferroviário, em conjunto com a Linha da Beira Alta, iria fazer parte de uma zona logística baseada no transporte ferroviário, que iria contribuir para o desenvolvimento industrial da região. Porém, esta proposta foi chumbada devido à oposição do Partido Socialista, do Partido Social Democrata e do CDS – Partido Popular.